# Provincia de Bagua
La provincia de Bagua es una de las siete que conforman el departamento de Amazonas en el Perú. Está ubicada en la parte septentrional del país y su capital, Bagua, se encuentra en el valle del bajo Utcubamba.

## Toponimia
En el valle del bajo Utcubamba la dicción Bagua es un término con registros, de su uso, desde el siglo XVI para la designación de un grupo étnico asentado en estos lugares. Se puede especular que la palabra bagua formaba parte del idioma de aquella entidad humana desaparecida y que pertenecía a sus orígenes históricos formando parte esencial de su cosmovisión.
Los comienzos de la expresión bagua se remontarían históricamente a la región del Caribe; a mediados del siglo XVI el capitán Gonzalo Fernández de Oviedo escribió su Historia general y natural de la Indias, islas y tierra firme del mar océano, en la cual indica que «Llaman los indios de aquesta Isla Española á la mar bagua».
En efecto, bagua era el nombre que se daba a la mar y a los ríos en muchos grupos étnicos del Caribe y eran los dioses primordiales.
Hace aproximadamente un milenio comenzó una nueva oleada de dispersión de los hombres que habitaban el Caribe, algunos de ellos se dirigieron hacia el sur del continente americano y fue un grupo de sus descendientes los que llegaron a poblar estas latitudes.

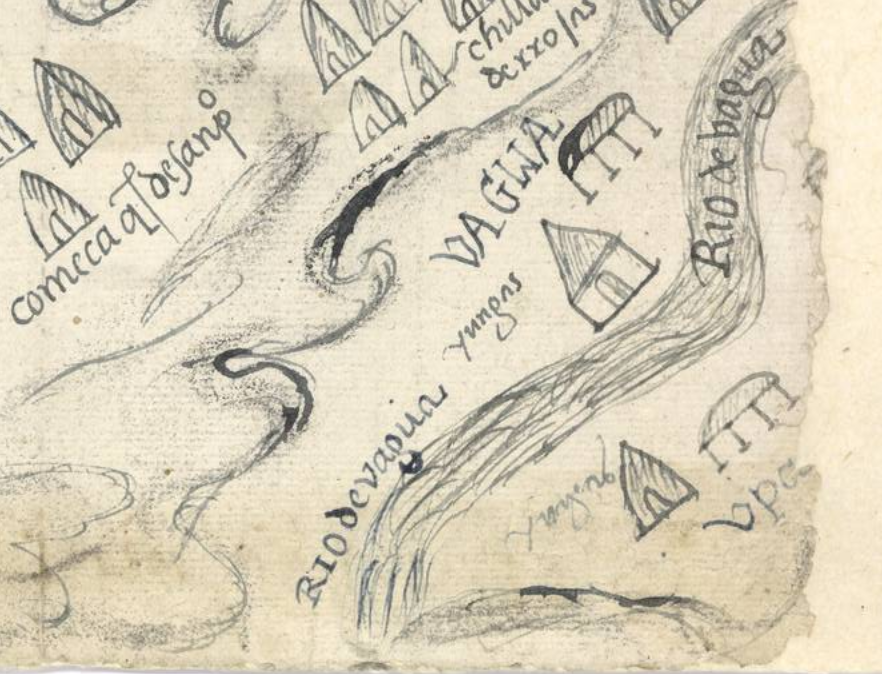
Sección de mapa del donde se registra el topónimo Bagua

La voz bagua era un término sagrado para esta sociedad, bagua representaba a su principal deidad, bagua simbolizaba su pacarina o el espacio de origen mítico del linaje. Es por esta razón, y en ánimos de seguir reverenciando a sus antepasados, que continuaron teniendo presente la locución bagua.
Al arribar los españoles en el siglo XVI a esta zona, notaron que la etnia asentada en este territorio nombraba a su principal río «valle».
Otra conexión lingüística e histórica Caribe-Bagua la encontramos en la Relación anónima de la tierra de Jaén, correspondiente al siglo XVI, allí se registra el término tuna como parte del idioma bagua; el vocablo tuna fue reconocido por Paúl Rivet (Rivet 1934: 246) e indicó que pertenece al fondo propio y característico de la familia lingüística Caribe.
Antes de que se sepa acerca del grupo étnico Bagua, los recién llegados se vieron en la necesidad de plantear sus propias explicaciones, siendo el general los resultados divergentes por completo a los métodos y técnicas usados por la toponimia.
Un grupo poblacional supuso que Bagua se llama así porque en esta llanura crecían plantas de guaba, otros pretendían que Bagua devendría del vocablo bagual, hay algunos que suponían que Bagua poseía un origen en el idioma castellano y lo vinculaban con valle rodeado de agua, hay otros que afirmaban que Bagua devendría del vocablo awajún wawa, alguna vez se planteó en una revista local que Bagua tendría un origen chino, en otra ocasión se registró en las actas del Instituto Nacional de Cultura (Hoy Ministerio de Cultura) que Bagua era voz onomatopéyica que derivaba de aua y finalmente una de las más recientes es que Bagua derivaría del adjetivo vago.

## Historia

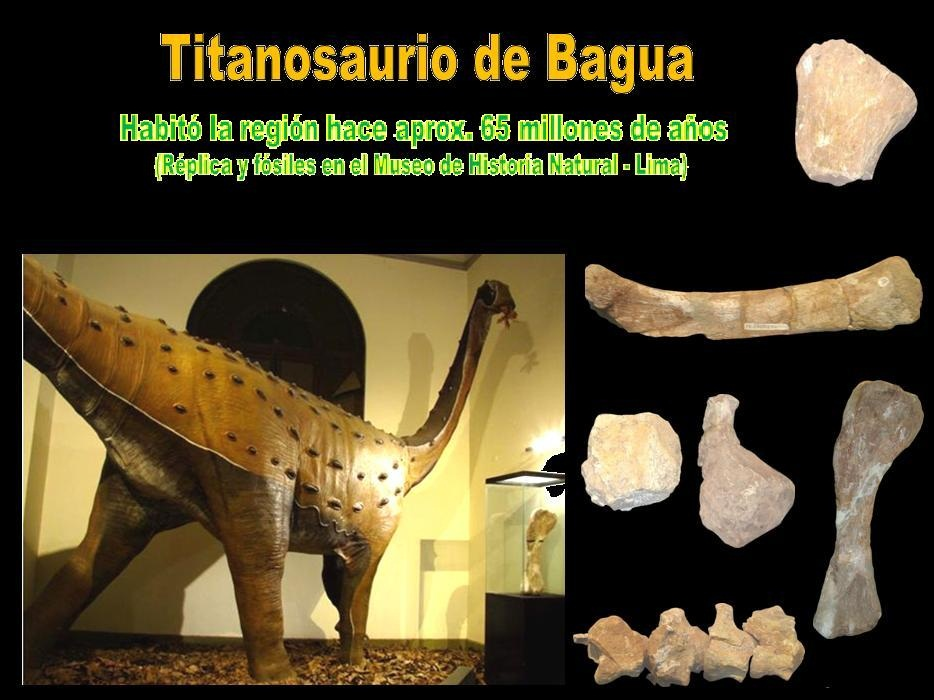
Bagua prehistórica

Las expediciones científicas de paleontólogos y geólogos que han visitado Bagua definieron que esta área geográfica era litoral o costa marítima hace millones de años, por eso que en su suelo encontramos actualmente tanto especímenes de procedencia marina (almejas, ammonites, y otros moluscos), y especímenes terrestres (dinosaurios herbívoros y carnívoros).
En la era secundaria o mesozoica en Bagua habitaba el dinosaurio Titanosaurio; era un saurópodo, es decir vegetariano. Se alimentaba de la floresta que crecía en las riberas del desaparecido litoral. Los titanosaurios eran ovíparos, acostumbraban a andar en manada protegiendo a sus crías, poseían un cuello largo y cola delgada, dentición reducida y unos escudos óseos en la en su cuerpo.

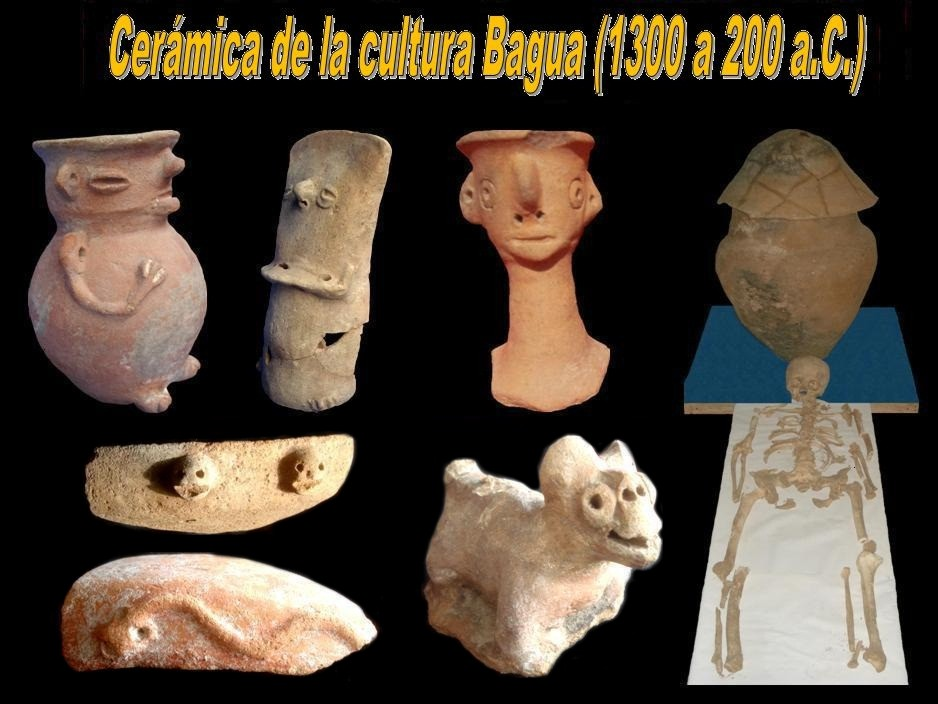
Tecnología alfarera de la cultura Bagua

El Baguatherium jaureguii vivió hace 31 millones de años en el valle del actual bajo Utcubamba, era un mamífero de 3 tres metros de largo y 2.5 toneladas de peso. Se caracterizaban por poseer dos pares de colmillos superiores y un par de inferiores, poseían patas elefantoides, cuerpo masivo y una pequeña trompa, tuvo las características híbridas de un rinoceronte y una sachavaca; los paleontólogos señalan que este se alimentaba de plantas que crecían en las riberas de un mar ubicado en lo que ahora es la amazonía.
Hacia los 1300 a 200 a. C. (periodo formativo), floreció la cultura Bagua. Fue la arqueóloga Ruth Shady  quien inició los trabajos de investigación arqueológica, indicando que las evidencias más antiguas se encuentran en la parte baja del valle Utcubamba, donde identificó alfarería de las tradiciones Morerilla, Bagua y El Salado.
Los creadores de la cultura Bagua iniciaron los trabajos de adaptación buscando los recursos tecnológicos para usar el potencial natural de la zona. La presencia en Bagua de rasgos perteneciente a estilos de otras regiones y áreas , así como también el hallazgo de piezas Bagua, La Peca y El Salado en otros lugares de la sierra y costa andina, están evidenciando actividades de contacto e interacción con otras sociedades.

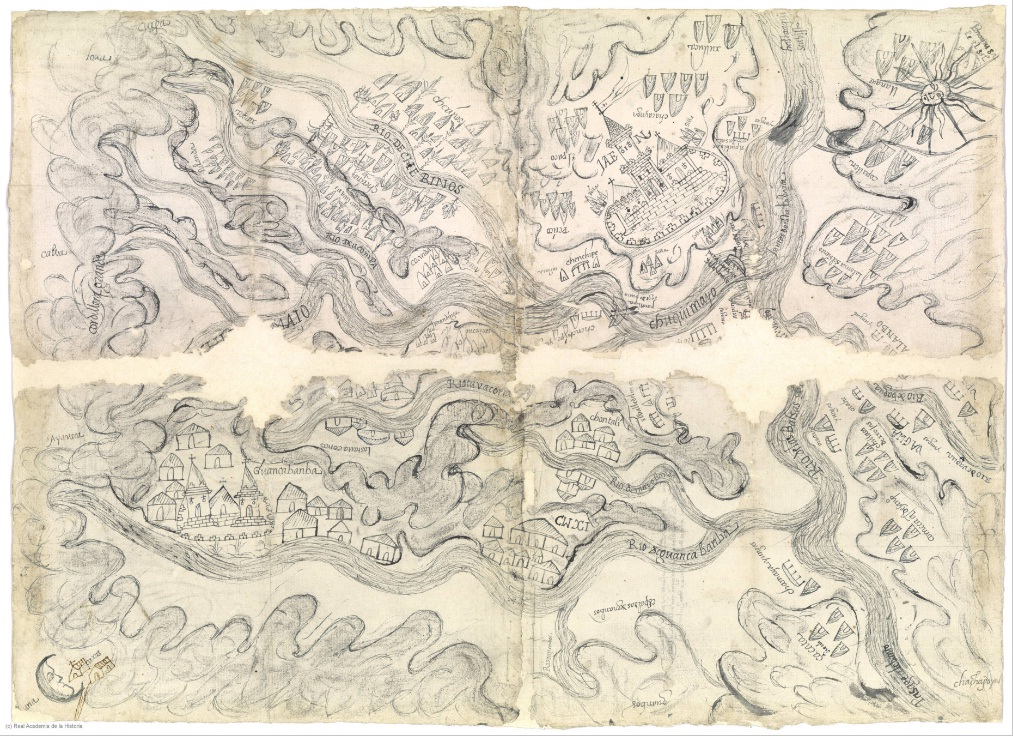
Mapa del capitán Diego Palomino (1549)

Por las condiciones naturales favorables, traducidas en un gran variedad de recursos, y por su ubicación táctica para el comercio entre los pueblos de las hoyas del Pacífico y Amazonas, las tierras de Bagua han sido escenario de intensos movimientos de poblaciones humanas diversas, que incursionaban para saquear o para instalarse y controlar el tráfico, beneficiándose se su calidad de lugar de encuentro.
Los templos ceremoniales de la cultura Bagua se encuentran ubicados en el yacimiento arqueológico Las Juntas y Casual. En estos lugares se han descubierto las pinturas murales más antiguas de la amazonia sudamericana. Los antiguos bagua sepultaban a sus muertos en cápsulas de arcilla conocidas como urnas funerarias.
En los siglos XV y XVI todo el valle del bajo Utcubamba estaba habitado por la nación Bagua. Según el documento de Diego Palomino denominada Relación de las provincias que hay en el Chuquimayo (Chinchipe), los Bagua eran expertos nadadores, cultivaban la tierra, tenían sus viviendas en la orilla del Río Bagua (hoy río Utcubamba). Palomino también nos informa que los Bagua tenía idioma propio, que al igual que otros tantas lenguas aborígenes, se ha extinguido por completo.

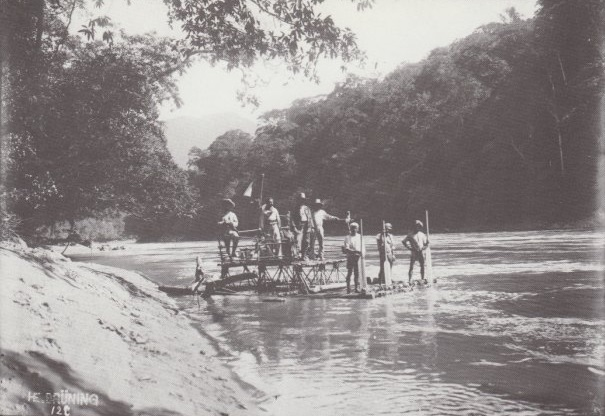
Mesones, Brüning y Habich en el Marañón

A partir del siglo XVI los españoles hacen sus primeras incursiones en lo que es hoy tanto las provincias de Bagua y Utcubamba. Fue el capitán Juan Porcel de Padilla el primer español que llegó a estas latitudes, fundando la población desaparecida de Jerez de la Frontera. En 1535 el capitán Alonso de Alvarado venía en persecución de unos indígenas y llegó hasta la altura de Tomependa (Pongo de Rentema). En el año de 1549 Diego Palomino recorre el valle del Utcubamba, luego se dirige tanto a lo que actualmente es Jaén y San Ignacio para fundar en la margen izquierda del chinchipe la primitiva Jaén.
En mayo de 1902 arribaron a Bagua Manuel Antonio Mesones Muro, el etnólogo Enrique Brüning y el ingeniero Habich (delegado de la junta de vías fluviales) con el propósito de demostrar que se podía unir Etén y el Marañón en sólo cuatro jornadas. A orillas del río Utcubamba empezaron a preparar una balsa de catorce palos, de los cuales siete eran sauces, para viajar a Puerto Melendez, pero por no haber conseguido nada mejor Mesones reduce la tripulación y partió con sólo tres bogas y un sirviente particular.

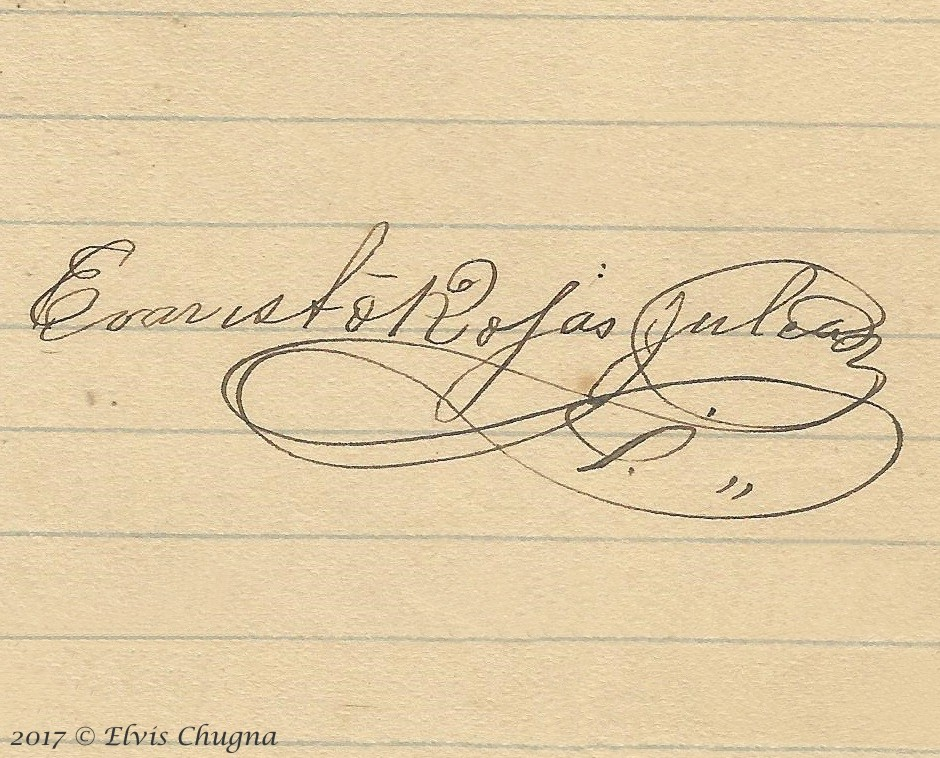
Firma de Evaristo Rojas Julca (primer alcalde de la provincia de Bagua)

El antiguo pueblo de San Pedro de Bagua Chica, se ubicó aproximadamente a un kilómetro del puente sobre la quebrada de La Peca; este primitivo asiento fue destruido por la etnia awajún, ellos temían que sus tierras sean invadidas completamente. Los sobrevivientes se trasladaron a la planicie, específicamente a lo que se conoce como Parque Viejo y desde aquí se fue dilatando hasta su poblamiento actual; para protegerla de futuras incursiones en 1862 se construyó una casa cuartel a manera de fuerte.
La etapa del bandolerismo ocurrió entre 1914 a 1925, Bagua era refugio de bandoleros por la geografía y naturaleza salvaje, en gran parte selva donde podían esconderse fácilmente sin ser vistos; se recuerda al grupo de Mesías Montenegro, pero los que alcanzaron mayor relevancia fueron la gente de Evaristo Rojas Julca. A Evaristo Rojas Julca sólo pudo doblegarlo el paso del tiempo, convirtiéndose en el primer alcalde provincial de Bagua.
Mediante Ley n.º 9364 del 1 de septiembre de 1941, el presidente Manuel Prado Ugarteche crea la provincia de Bagua, elevándola a la categoría de ciudad; sus dominios comprendían los distritos de Copallín, La Peca, Bagua Grande, Jamalca, Yamón, Lonya Grande, El Parco y El Cenepa.
El 11 de diciembre de 1944 se inauguró la carretera Chiclayo-Jaén, desde entonces grupos de trabajadores bagüinos rosaban algarrobos, cuyushinas y zapotes para abrir trocha a los poblados de Bagua y Bagua Grande, por vez primera la provincia obtuvo un beneficio directo por la cercanía al puerto de Bellavista.
En 1945 ocurrió la plaga de langostas que afecto enormemente los sembríos, tal es así que el Poder Ejecutivo autorizó abrir un crédito extraordinario, a fin de que el Ministerio de Agricultura atienda la extinción de las langostas.
Para el 24 de abril de 1950 entró en funcionamiento el puente Corral Quemado, que benefició enormemente a Bagua. Luego de ello, Bagua fue declarada como «zona de tierras de montaña», las demandas de predios se multiplicaron y tanto la agricultura como ganadería alcanzaron un elevado nivel de producción, debido a las intensas migraciones de costeños y serranos.
El desmembramiento de la mega provincia se inició el 18 de mayo de 1984, fecha en que se crea la provincia de Condorcanqui; el disloque territorial continuó y el 30 de mayo de ese mismo año se crea la provincia de Utcubamba.
| Noroeste: Ecuador                                                   | Norte: Provincia de Condorcanqui | Nordeste: Provincia de Condorcanqui |
| Oeste: Provincia de Jaén y la Provincia de San Ignacio de Cajamarca |                                  | Este: Provincia de Condorcanqui     |
| Suroeste: Provincia de Utcubamba                                    | Sur: Provincia de Utcubamba      | Sureste: Provincia de Utcubamba     |

## División administrativa
La provincia de Bagua se divide en seis distritos:
| Distrito | Capital  | Ley creación                    | Altura capital |
| -------- | -------- | ------------------------------- | -------------- |
| Bagua    | Bagua    | Ley N°29218 25 de abril de 2008 | 420 m s. n. m. |
| La Peca  | La Peca  | s/n 5 de febrero de 1861        | 552 m s. n. m. |
| Aramango | Aramango | 13789 28 de diciembre de 1961   | 531 m s. n. m. |
| Copallín | Copallín | s/n 26 de diciembre de 1870     | 700 m s. n. m. |
| El Parco | El Parco | 9364 1 de septiembre de 1941    | 597 m s. n. m. |
| Imaza    | Chiriaco | 23838 25 de mayo de 1984        | 347 m s. n. m. |

## Geografía
La ciudad de Bagua, capital de la provincia de Bagua, está situada en una plataforma natural levantada a la orilla derecha del río de Utcubamba, a 400 m s. n. m. en los acantilados del río Utcubamba, en la plaza Héroes del Cenepa a 420 m s. n. m., en los promontorios elevados como el cementerio Buen Pastor 500 m s. n. m. y 575 m s. n. m. en el Cerro dos de Mayo.
Esta provincia amazónica es recorrida por los ríos Chiriaco y Utcubamba. Tiene varias quebradas como: Atunmayo, Copallín, Keta, Amojau, etc.

## Economía
| Producto | Siembra (ha) |
| -------- | ------------ |
| Café     | 4560         |
| Arroz    | 5513         |
| Cacao    | 2872         |
| Plátano  | 2305         |
| Yuca     | 1427         |
| Maíz     | 807          |
| Cítricos | 157          |
| Frijol   | 36           |

## Turismo

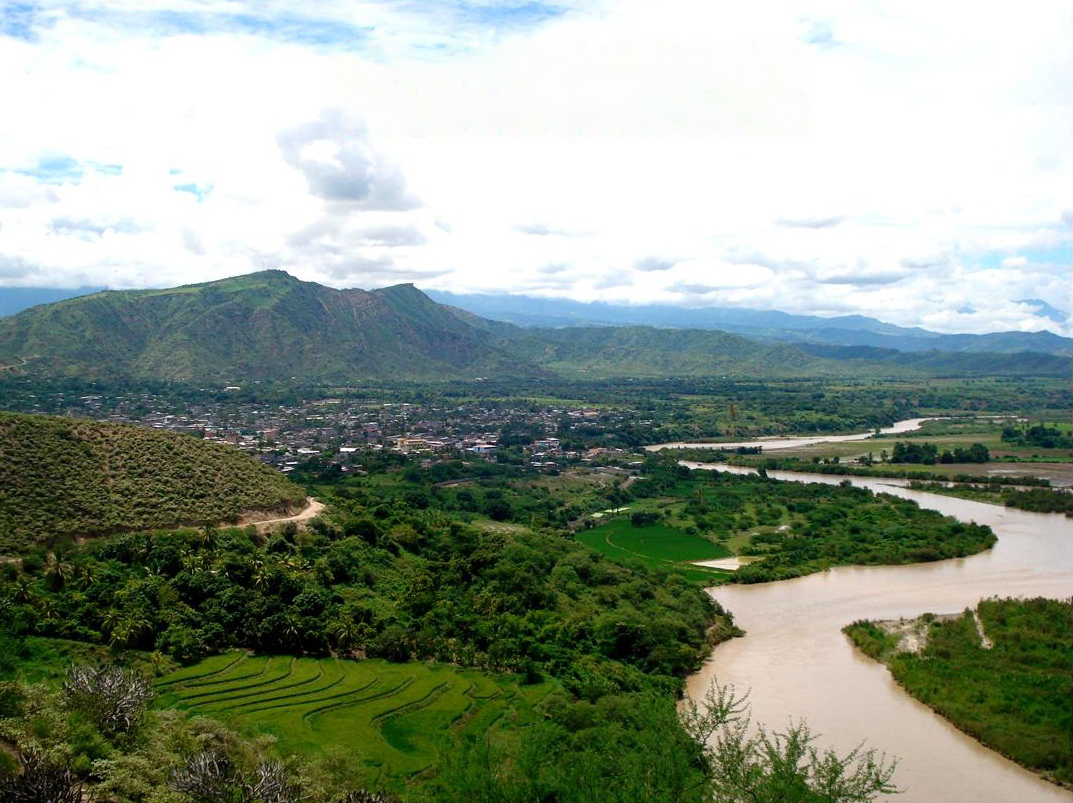
El río Utcubamba, su valle y el cerro Brujopata

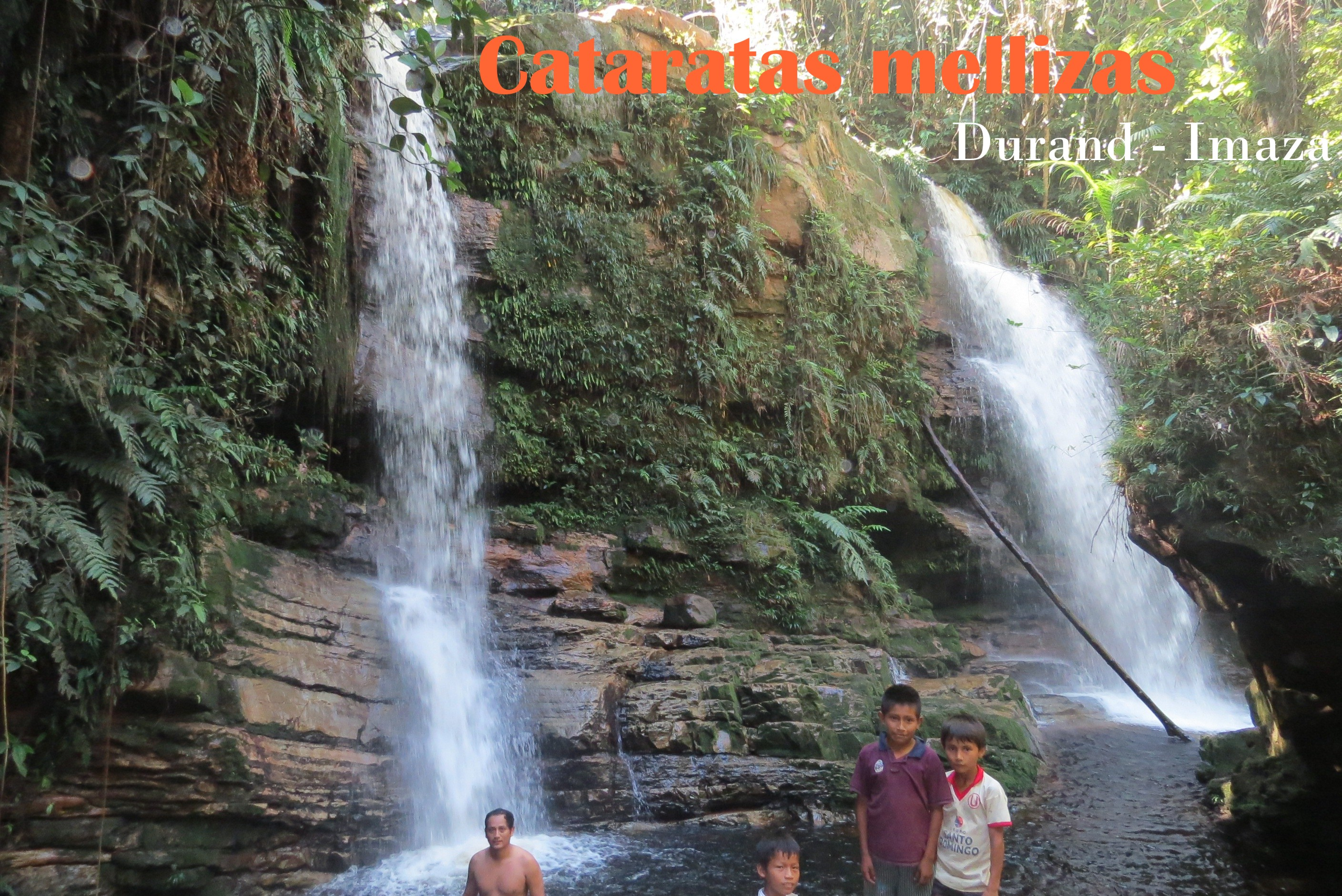
Las cataratas Mellizas de Durand (Imaza)

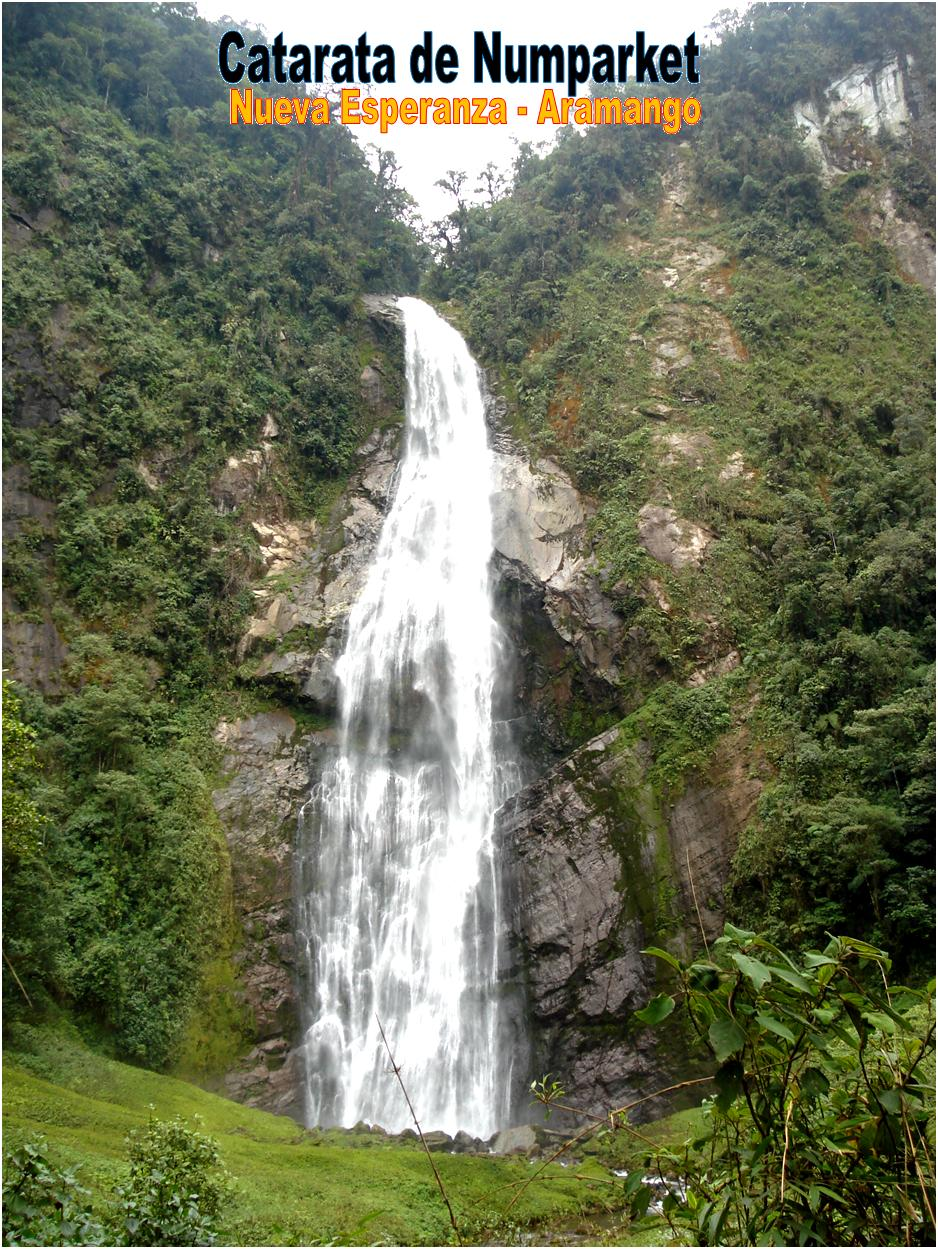
La catarata de Numparquet

- Cataratas Mellizas de Durand (Imaza): Son dos hermosas caídas de agua que se encuentran ubicadas en el caserío Duran. Desde el poblado caminamos 15 minutos al encuentro de estas catarata, desplazándonos por una exuberante vegetación.

- Catarata de Numparquet (Aramango): Consiste en una caída de agua de aproximadamente 120 metros de altura, encerrado en la confluencia de dos farallones rocosos, formado por las aguas que discurren en las alturas de los orígenes de la quebrada de Aramango, desde el caserío de Nueva Esperanza, se tiene que caminar alrededor de 3 horas hasta llegar a la caída; en el recorrido se puede apreciar una gran variedad de flora, propia de la selva alta, como Cedro, Caoba, Menta; orquídeas pintorescas, Bromelias, Hongos comestibles; además de fauna abundante, como momos, choscas, otorongos y siendo el más representativo el gallitos de las rocas.

- Catarata Chinín (Aramango): La catarata Chinin o más conocida por los bagüiinos como Tsuntsuntsa, es una caída de agua de aproximadamente 40 m, ubicada a 409 m s. n. m.; de aguas cristalinas, de una temperatura que fluctúan entre los 15 °C y 20 °C; en su recorrido forman un poza principal en la primera caída y luego discurren sus aguas formado más pozas hasta desembocar en el río Marañón su entorno acogedor muy bien conservado por los nativos del lugar la hacen un lugar ideal para el visitante, encerrado por una espesa floresta, donde se puede pasar el día disfrutando de sus aguas.

- Catarata San José Alto (Copallín): Ubicada en las cercanías del Caserío San José Alto en el distrito de Copallín, a unos 32 kilómetros de la ciudad de Bagua a 1460 m s. n. m. para poder llegar a las cataratas se camina desde el Caserío de San José Alto, por alrededor de 30 minutos desde el Caserío de San José Alto, Rodeado de una gran diversidad de floresta y fauna silvestre propia de las montañas húmedas, además de sembríos de cacao y café. Las cataratas, son tres hermosas caídas continuas, de una altura aproximada de 50 m que en su recorrido forman extensas pozas, aptas para el baño y la diversión de los visitantes.

- Laguna El Porvenir (Aramango): Se ubica al norte de la ciudad de Bagua al centro poblado de El Porvenir. Tiene cerca de 80 m de profundidad. Sus aguas presentan un maravilloso color verde azulado y en el perímetro de la laguna se puede observar exuberante vegetación propia de un contexto de selva alta. Destacan los zarcillos y enredaderas. Además de sembríos de piña; la temperatura de sus aguas oscila entre 15 °C y 20 °C, es apta para el baño. Sus aguas son de uso agrícola para las zonas bajas de la laguna. Existe un proyecto de puesta en valor de la laguna. Cerca a la laguna se encuentran muchos caminos de herradura que conducen a diferentes centros poblados.5°29′3.9″S 78°25′45.6″O / -5.484417, -78.429333.

- Cavernas Cambiopitec (Copallín): Ubicadas a 1335 m s. n. m. y a una distancia de 25 km desde la ciudad de Bagua. Para llegar a las cavernas descendemos por unas escaleras hasta toparnos con un farallón rocoso por debajo de las tierras que sostienen al pueblo, aquí se observan dos cavernas, la primera con una profundidad de 123 m la misma que se ubica a unos 10 m arriba del sendero que nos conduce. La segunda es la más profunda llegando a superar los 300 m, aquí se puede observar simpáticas formaciones de estalagmitas y estalactitas, de características secas. También en estas cavernas se han podido hacer hallazgos de osamentas humanas, lo que evidencia la intervención de algunos grupos nómades. Luego de visitar las cavernas podremos disfrutar de las refrescantes aguas de la quebrada de Copallín, donde se puede disfrutar de placentero momento de descanso; dentro de unos bellos parajes.

- Sitio arqueológico de Casual (Bagua): Casual es un caserío de paso en la carretera Bagua-Imaza, a 12 km de la ciudad de Bagua, a una altitud de 398 m s. n. m. Es un sitio arqueológico de la cultura Bagua, donde se observa una pirámide trunca de tierra y piedras con murales con pinturas de color ocre. Además son importantes los hallazgos de cerámicas y las urnas funerarias. 5°34.844′S 78°33.530′O / -5.580733, -78.558833

- Sitio arqueológico de Las Juntas (Bagua): Ubicado a orillas del río Utcubamba, cerca al cementerio de la ciudad de Bagua, pertenece a la cultura Bagua, abarca aproximadamente 15 ha. Se han hecho diversos hallazgos de piezas de cerámica y urnas funerarias. Actualmente existe un proyecto de puesta en valor. 5°38′40.9″S 78°33′4.9″O / -5.644694, -78.551361

- Complejo turístico Rentema (Bagua): El complejo turístico del pongo de Rentema se encuentra ubicado al nor - oeste de la ciudad de Bagua a 377 m s. n. m. y está conformado por el pongo y las aguas termales del mismo nombre, el cerro Fidillas conocido como el cerro Colorado y el sitio arqueológico de Tomependa. El pongo es la ruptura de un ramal de la cordillera oriental de los andes, exactamente de la cordillera de Colán, donde confluyen los ríos Utcubamba, Chinchipe y Marañón (afluente del río Amazonas), el pongo de Rentema tiene una extensión de 2.4 km de largo. Forma parte del complejo las aguas termales de Rentema, que se ubican finalizando el pongo a la margen derecha del río Marañón; éstas se encuentran en estado natural y generalmente son visitadas cuando el caudal del río baja. También podemos observar el cerro Fidillas más conocido como cerro Colorado, donde se aprecia las capas de las eras del cretáceo; zona paleontológica en la que se encuentran los restos fósiles de dinosaurios de 225 millones de años que pertenecen a la era secundaria; además de gran cantidad de fósiles marinos. Finalmente cuenta con la presencia del sitio arqueológico Tomependa, considerado un conjunto habitacional construido de barro y piedra que a la fecha se encuentran en trabajos de investigación para definir a la cultura que perteneció.

- Museo Susana Meneses (Bagua): Consiste en una colección particular perteneciente al señor Ángel Jáuregui Zamora, quien creyó por conveniente crear un museo para la conservación de diversas piezas de la cultura Bagua, el museo está dividido en dos salas de exposición en la primera se puede apreciar las réplicas de los huesos de dinosaurios hallados en esta zona, como las vértebras del Titanosaurio, o una parte de la mandíbula inferior de Baguatherium jaureguii (animal prehistórico de esta zona), complementan la exposición algunas muestras de las culturas como moche, chimú y nazca, así como también un ambiente dedicado a la numismática y otra sala es una pinacoteca que alberga una interesante colección del pintor amazónico Segundo Paredes.

- Colección arqueológica y paleontológica MPB (Bagua): Consiste en la presentación de dos contextos resaltantes de la zona de Bagua, el primero los restos fosilizados de animales marinos de las épocas de cretáceo superior, hallazgos hechos en la zona de Rentema, resalta en esta colección el fósil de algún animal marino de la era prehistórica; la segunda colección consiste en las piezas de la cultura Bagua, pertenecientes a los años 1300 a. C. las mismas que en su mayoría fueron encontradas en la zona arqueológica de Casual, algunas en el sector las Juntas - Los peroles; resalta de esta colección de ceramios la exposición de urnas funerarias, cántaros, platos, figurinas, botellas, cuencos, piruros, pulidores, batanes, etc.; también vasijas, piezas artísticas y otros elementos de uso común.

- Comunidad nativa Wawás (Imaza): Wawás se ubica a 89 km de la ciudad de Bagua, a 387 m s. n. m.; también es una comunidad nativa muy pintoresca por sus alrededores es bañado por una simpática quebrada, que ellos mismos llaman quebrada de Wawás; Wawás es una hermosa comunidad donde su población convive en armonía perfecta con la naturaleza, aquí podremos disfrutar de la hospitalidad de sus pobladores siempre atentos a atendernos y enseñarnos sus más importantes costumbres y tradiciones; resalta en su entorno la diversidad de flora y fauna, que permite al visitante llevarse una hermosa experiencia, en la práctica del turismo vivencial.

- Puerto Imacita (Imaza): Puerto Imacita es uno de los últimos centros poblados en la jurisdicción de la Provincia de Bagua, se ubica a 116 km de la ciudad de Bagua, es un importante puerto comercial, entre el margen derecho del río marañón y el sector Tuyagkuwas, en la margen izquierda. Desde este sitio se considera navegable al río Marañón, y desde aquí se puede viajar en deslizaderos, peque peques, o lanchas hacia Santa María de Nieva en Condorcanqui, o el río Cenepa, viviendo una gran aventura disfrutando de la flora y fauna.

## Mitos y leyendas

### El grandioso cerro Brujo Pata
Los primigenios habitantes de la ciudad de Bagua contaban que en remotos tiempos habitaba el imponente Cerro Brujo Pata, una mujer iniciada en las artes ocultas, con bastante empeño crio a sus vástagos con finalidad que llegada su vejez estuvieran al tanto de ella. Cierto día les imploró que fueran a trabajar para que la mantuvieran, ya que estaba bastante anciana para seguir sustentándose. Los hijos en vez de obedecer a la madre se dedicaron a la bellaquería, muy pronto los vecinos llegaron quejosos; la hechicera para escarmentarlos se cortó las piernas y con ella preparó una sopa que les dio de comer cuando los descarrilados llegaron, al momento de haber terminado el «banquete» recién les rebeló los ingredientes. Horrorizados los muchachos comprendieron su error, reflexionaron y entonces se hicieron honrados.
El Brujo Pata era considerado bueno por unos y malo por otros. Decían que era malo, porque hacía desaparecer el ganado(vacas, caballos, asnos) e incluso personas, y que era bueno por ser protector del bosque y animales, para lo cual se convertía en león, en culebra y en caballo grande. Cuando se producía caza de venados el león enfurecido daba fuertes rugidos desde lo alto del cerro para asustar a los cazadores.
En la actualidad algunos pobladores de la ciudad vienen atentando contra la flora y fauna de este magnífico guardián de Bagua. Se observa muy frecuentemente la quema de los pajonales y de los árboles, de la misma manera inescrupulosos cazadores vienen exterminando los últimos venados que aún tienen como hábitat el cerro Brujo Pata.

## Personajes

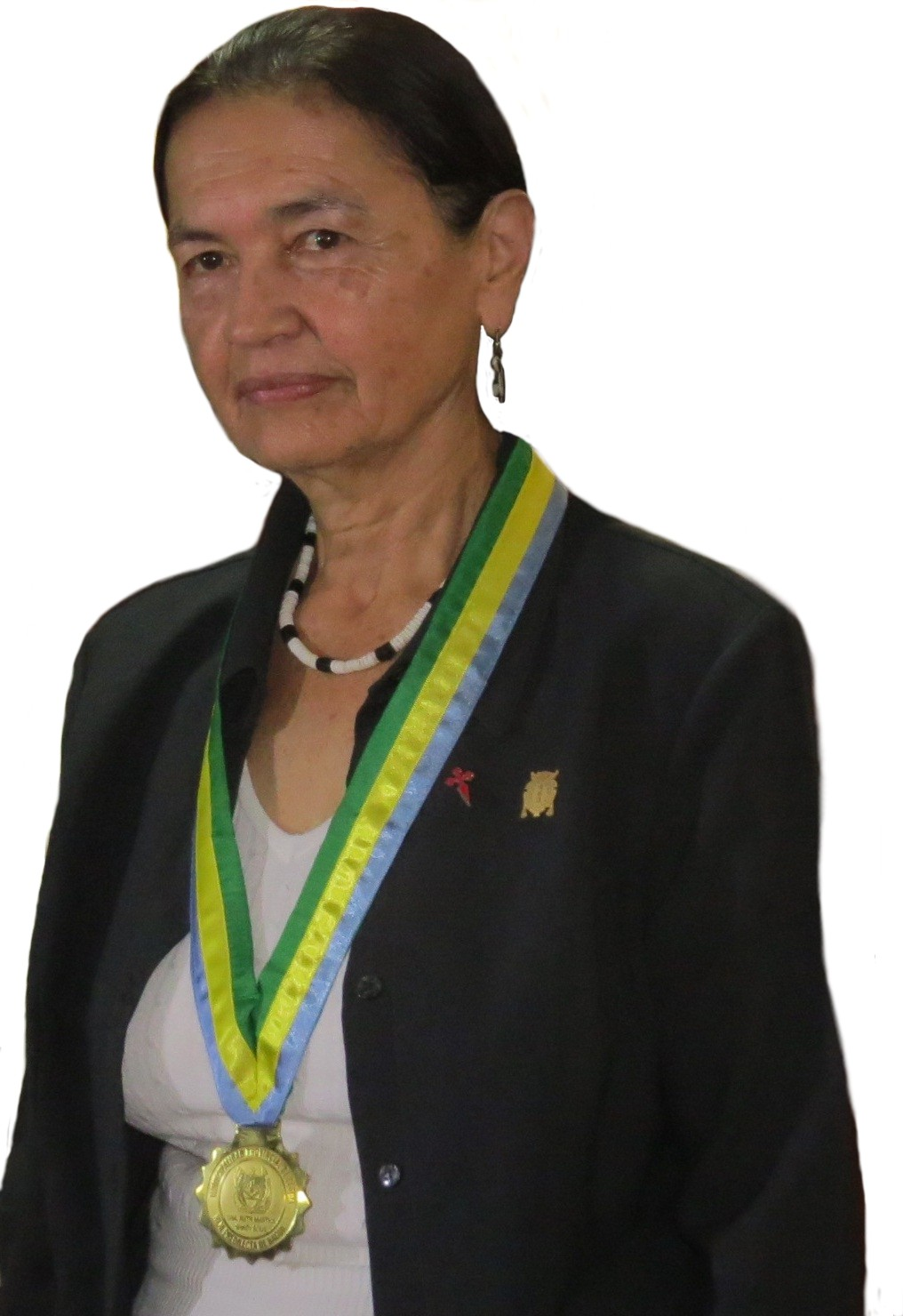
La arqueóloga Ruth Shady fue declarada hija predilecta de la provincia de Bagua.

- Diego Palomino: Nació en Jaén (España) alrededor de 1506, pasó a Indias como criado del gobernador de tierra firme Pedro de los Ríos, posteriormente se convierte en el primer encomendero de Huancabamba. El 17 de abril de 1549 llegó al río Chuquimayo (Chinchipe), exploró luego el valle de Bagua, de este viaje nos legó una relación en la que nos informa como eran los aborígenes de Bagua durante el siglo XVI.

- Evaristo Rojas Julca: Nació en Bellavista (Jaén), fue jefe de Bandoleros, comisario de Jaén y primer alcalde provincial de Bagua. En una ocasión Silvio Rivera subprefecto de Jaén fue a pedirle ayuda para recuperar su honor, ya que un grupo de malandrines habían tomado el pueblo, Evaristo no dudó en socorrer a su viejo amigo e hizo un ingreso triunfal a Jaén sin ningún derramamiento de sangre, sólo se corrió la voz que él venía y los que se hicieron de la ciudad emprendieron desesperada huida.

- Manuel Antonio Mesones Muro (Ferreñafe, 1862-Chiclayo, 1930): Muy de niño fue enviado a Alemania donde curso estudios primarios y secundarios. El 18 de mayo de 1902 Mesones acompañado por el etnólogo Enrique Bruning y el ingeniero Habich parten al encuentro del Marañón, demuestran que el Manseriche es navegable y descubren el abra de Porculla o cuello de Tulte.

- Ruth Shady Solis (Callao, Perú, 29 de diciembre de 1946): Descubrió de la cultura Bagua dándole una profundidad cronológica de 1300 a 200 a. C. Sus investigaciones indican que los hombres de la cultura Bagua eran expertos ceramistas, agricultores, pescadores y cazadores; Bagua fue un lugar de encuentro donde convergían gentes venidas de floresta, del litoral y de la sierra a intercambiar sus productos. Ruth Shady se graduó de bachiller en Arqueología con la tesis denominada Bagua una secuencia del periodo formativo en la cuenca inferior del Utcubamba (1971) y de doctor con la tesis La arqueología en la cuenca inferior del Utcubamba (1973), publicó posteriormente numerosos artículos sobre en revistas científicas nacionales e internacionales. Fue la descubridora y es directora del Proyecto Arqueológico de Caral (la ciudad más antigua de América). Mediante Resolución de Alcaldía N° 701-2015-MPB-A fue declarada Hija Predilecta de la Provincia de Bagua.

- Alfredo Torero Fernández de Cordova (Huacho, 10 de setiembre de 1930-Valencia, 19 de junio de 2004): Fue un destacado lingüista latinoamericano, a él le debemos rendir homenaje pues hizo conocido la existencia del idioma Bagua en los ámbitos académicos nacionales e internacionales. Las primeras referencias del idioma Bagua las podemos encontrar en las relaciones quinientistas, la Relación de Palomino (1549) es una de ellas y la Relación Anónima de la Tierra de Jaén (1580) es la otra.

## Artesanía

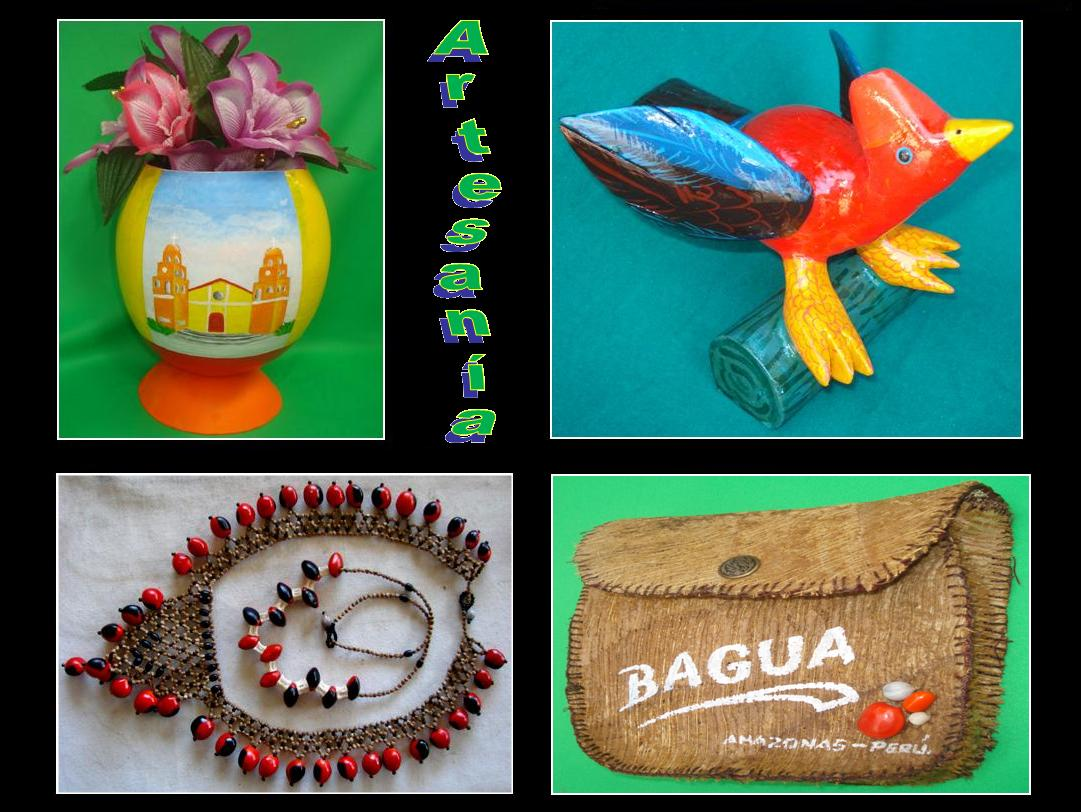
Artesanía de la provincia de Bagua

Desde hace muchos años, se viene utilizando la Cerma (crescentia cujete) para recrear diferentes especímenes de la flora actual y pasada de la región. En las instituciones educativas, se usa este material para darle un valor agregado. Juan Córdova Gallo y Manuel Sánchez Salazar han logrado gran magnitud en sus trabajos, ellos trascienden nuestra provincia y aunque su labor es poco conocida debemos reconocerlos como la vanguardía artesanal de Bagua.
En algunas instituciones educativas de Bagua, además de hacer uso de la cerma, también se usan las fibras vegetales. Las fibras de cocotero son aprovechados el diseño de hermosos bolsos, billeteras, etc.
Entre tanto, en las comunidades nativas, realizan con semillas distintos abalorios. En huayruro se emplea preferentemente su semilla de las que se realiza collares, pulseras, bolsos, cortinas, etc.
Nuestra provincia cuenta con una Escuela de Formación Artística (ESFA), sería conveniente que esta institución fomente la artesanía a nivel de organizaciones de base y para cumplir con las metas que la patria les ha dado, sobre todo no debe desligarse de su responsabilidad social.

## Religión
Desde la época del virreinato se difundió la fe católica por los conquistadores, hoy profesada por la mayoría de la población. Actualmente el obispo de Chachapoyas, Emiliano Antonio Cisneros Martínez, OAR., tiene bajo su jurisdicción religiosa a Bagua, mientras que párroco local es el pbro. Magno Villacrés Vallejo y el acólito principal, Luciano Avendaño Romero.

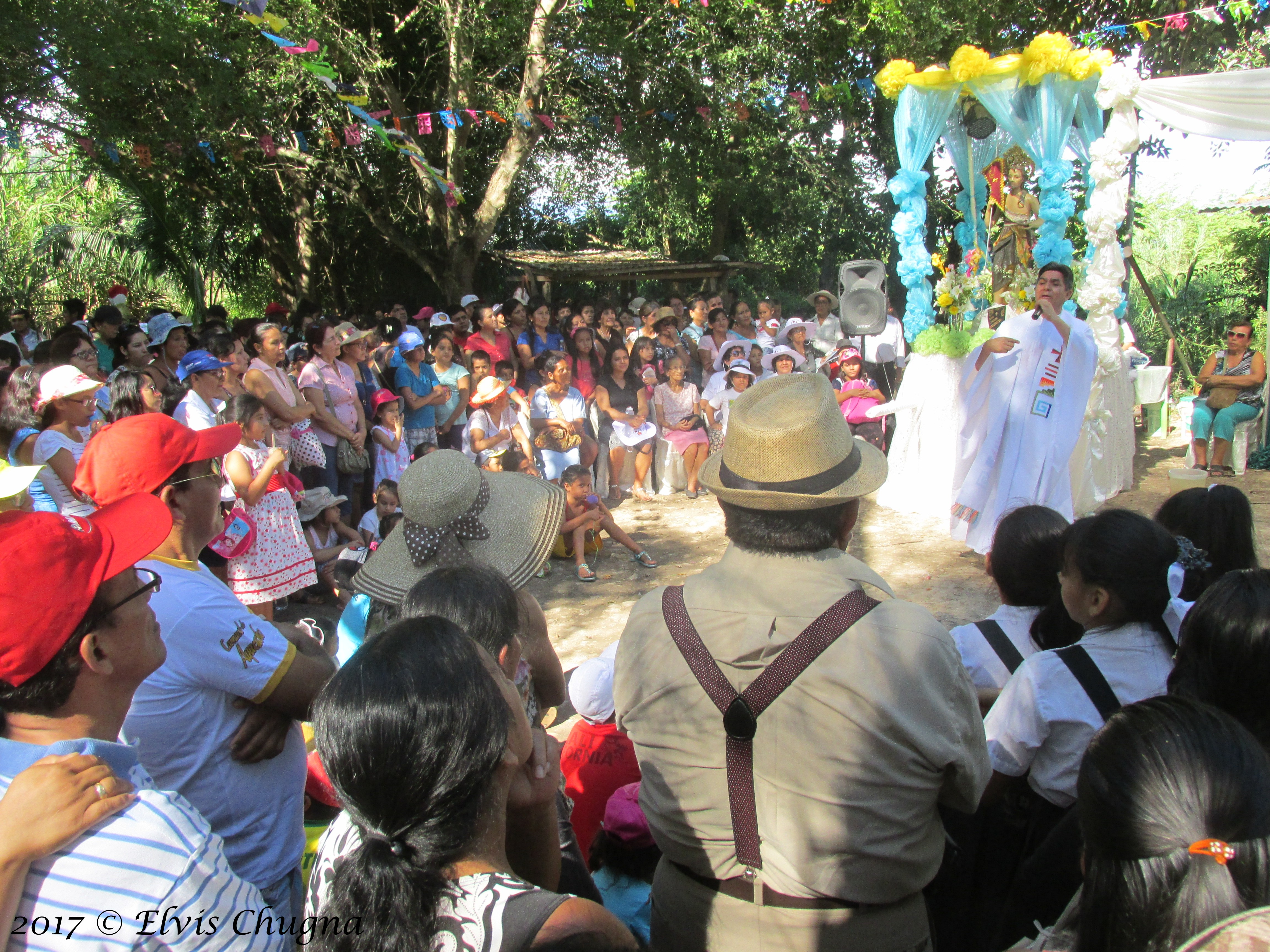
San Juan Bautista a orillas del río Utcubamba

Los fundadores de la ciudad de Bagua eligieron como santo patrón a San Pedro, pero con la llegada de la carretera en 1945, arribaron a la provincia colonos de la sierra de Cajamarca (Chota, Cutervo, Celendín, Santa Cruz)  que eligieron en 1946 como santo patrono a San Juan Bautista. 
Ante la situación conflictiva el entonces párroco Esteban Marena Fernández, convocó a la feligresía bagüina a una misa e invocó a los que quisiesen como santo patrón a San Pedro, se concentraran en el jirón La Verdad y a los que quisieran como santo patrono a San Juan, concurrieran al jirón Comercio. Esta última arteria tuvo mayor concentración de los fieles por lo que quedó como santo patrono San Juan Bautista, cuya fiesta patronal se celebra cada 24 de junio.
Antiguamente, se llevaba en procesión a la imagen San Juan Bautista desde la iglesia antigua (Hoy plaza Francisco Bolognesi o Parque Viejo), hasta el río Utcubamba, donde existía un malecón, alrededor de las 4.30 a. m. lo bañaban al ritmo de danzas, en presencia de bandas de música típica. Esta fiesta comenzaba el 23 de junio y terminaba el 29 con una misa solemne. En los últimos años se ha incorporado nuevos elementos a la festividad patronal; en ciertos años se lleva la imagen al río y en otros únicamente recorre la ciudad.

## Autoridades

### Regionales
- Consejeros regionales
  - 2023 - 2026[24]

  1. Ricardo Wimer Gonzales Salazar (Partido Político Peruano Alianza Para el Progreso)
  2. Pedro David Catedra Maco (Movimiento Regional Sentimiento Amazonense)

### Municipales
- 2023 - 2026[24]
  - Alcalde: Jabier Julon Peréz , del Movimiento Regional Victoria Amazonense.
  - Regidores:

  1. Antonio Vargas Rubio (Movimiento Regional Victoria Amazonense)
  2. Yardely Rodrigo Diaz (Movimiento Regional Victoria Amazonense)
  3. Hermes Servan Alvarado (Movimiento Regional Victoria Amazonense)
  4. Erika Johana Sánchez Padilla (Movimiento Regional Victoria Amazonense)
  5. Jhon Robin Montenegro Cruz (Movimiento Regional Victoria Amazonense)
  6. Merli Cubas Medina (Movimiento Político Victoria Amazonense)
  7. Jose Edgar Ruiz Meca (Partido Político Peruano Alianza Para el Progreso)
  8. Lita Yovane Antinori Requejo (Movimiento Regional Sentimiento Amazonense)
  9. Lisbett Karyn Guerrero Julca (Partido Político Peruano Renovación Popular)

EDICIÓN: Cristhian Romero Q.